# Садове (Волгоградська область)
Садове (рос. Садовое) — село у Биковському районі Волгоградської області Російської Федерації.
Населення становить 439  осіб. Входить до складу муніципального утворення Садовське сільське поселення.

## Історія
Село розташоване у межах українського історичного та культурного регіону Жовтий Клин.
Згідно із законом від 21 лютого 2005 року № 1010-ОД органом місцевого самоврядування є Садовське сільське поселення.

## Населення
| 2010 | 2012 | 2013 | 2014 | 2015 | 2016 | 2017 |
| ---- | ---- | ---- | ---- | ---- | ---- | ---- |
| 466  | ↘463 | ↘461 | ↘444 | ↘437 | ↗441 | ↘439 |